# Brussels Cycling Classic 2024
La 104e édition de la Brussels Cycling Classic, une course cycliste masculine sur route, a lieu en Belgique le 2 juin 2024. L'épreuve est disputée entre Bruxelles et Bruxelles. Elle fait partie du calendrier UCI ProSeries 2024 (deuxième niveau mondial) en catégorie 1.Pro. 

## Parcours
Le parcours de 218,4 kilomètres comprend neuf montées et un secteur pavé avec un double passage par le Mur de Grammont, le Bosberg et le Congoberg.

## Équipes participantes
| WorldTeams (9)- Arkéa-B&B Hotels - Alpecin-Deceuninck - Bora-Hansgrohe - Cofidis - Groupama-FDJ - Intermarché-Wanty - Soudal Quick-Step - Team dsm-firmenich PostNL - UAE Team Emirates ProTeams (12)- Bingoal WB - Caja Rural-Seguros RGA - Israel-Premier Tech - Equipo Kern Pharma - Lotto Dstny - Q36.5 Pro Cycling Team - TDT-Unibet - Team Flanders-Baloise - Team Novo Nordisk - TotalEnergies - Uno-X Mobility - VF Group-Bardiani CSF-Faizané |
| |

## Favoris
Les principaux favoris sont le Norvégien Alexander Kristoff (Uno X), l'Australien Kaden Groves (Alpecin Deceuninck), le Français Axel Zingle (Cofidis), les Belges Jordi Meeus (Bora Hansgrohe) et Amaury Capiot (Arkéa-B&B Hotels), l'Érythréen Biniam Girmay (Intermarché Wanty) et le Néerlandais Casper van Uden (Team dsm-firmenich PostNL).

## Déroulement de la course
L'échappée de sept coureurs est reprise à 24 kilomètres de l'arrivée par un groupe d'une trentaine d'hommes précédant le peloton d'environ 20 secondes. À 14 kilomètres du terme, le Norvégien Jonas Abrahamsen (Uno X) place une attaque. Il est rapidement rejoint par le Slovaque Martin Svrček (Soudal Quick-Step), déjà membre de l'échappée initiale. Les deux hommes collaborent pendant une dizaine de kilomètres, augmentant leur avance à plus d'une minute. Alors que le duo de tête ne compte plus qu'une vingtaine de secondes d'avance sur ses poursuivants, Abrahamsen accélère et lâche au train Svrček à 4,5 kilomètres de l'arrivée et s'en va seul vers la victoire, résistant au retour du groupe de chasse.

## Classements

### Classement final
| \| Classement général \| Classement général \| Classement général \| Classement général \| Classement général \| \| Coureur \| Coureur \| Pays \| Équipe \| Temps \| \| ------------------ \| ------------------ \| ------------------ \| ----------------------------- \| ------------------ \| \| 1er \| Jonas Abrahamsen \| Norvège \| Uno-X Mobility \| 4 h 53 min 23 s \| \| 2e \| Biniam Girmay \| Érythrée \| Intermarché-Wanty \| + 4 s \| \| 3e \| Kaden Groves \| Australie \| Alpecin-Deceuninck \| + 4 s \| \| 4e \| Pascal Ackermann \| Allemagne \| Israel-Premier Tech \| + 4 s \| \| 5e \| Matteo Moschetti \| Italie \| Q36.5 Pro Cycling Team \| + 4 s \| \| 6e \| Sebastián Molano \| Colombie \| UAE Team Emirates \| + 4 s \| \| 7e \| Filippo Fiorelli \| Italie \| VF Group-Bardiani CSF-Faizanè \| + 4 s \| \| 8e \| Lionel Taminiaux \| Belgique \| Lotto Dstny \| + 4 s \| \| 9e \| Milan Fretin \| Belgique \| Cofidis \| + 4 s \| \| 10e \| Francisco Galván \| Espagne \| Equipo Kern Pharma \| + 4 s \| |                  |           |                               |                 |
| |                  |           |                               |                 |
| Source : ProCyclingStats |                  |           |                               |                 |
| Classement général |                  |           |                               |                 |
| Coureur | Coureur          | Pays      | Équipe                        | Temps           |
| 1er | Jonas Abrahamsen | Norvège   | Uno-X Mobility                | 4 h 53 min 23 s |
| 2e | Biniam Girmay    | Érythrée  | Intermarché-Wanty             | + 4 s           |
| 3e | Kaden Groves     | Australie | Alpecin-Deceuninck            | + 4 s           |
| 4e | Pascal Ackermann | Allemagne | Israel-Premier Tech           | + 4 s           |
| 5e | Matteo Moschetti | Italie    | Q36.5 Pro Cycling Team        | + 4 s           |
| 6e | Sebastián Molano | Colombie  | UAE Team Emirates             | + 4 s           |
| 7e | Filippo Fiorelli | Italie    | VF Group-Bardiani CSF-Faizanè | + 4 s           |
| 8e | Lionel Taminiaux | Belgique  | Lotto Dstny                   | + 4 s           |
| 9e | Milan Fretin     | Belgique  | Cofidis                       | + 4 s           |
| 10e | Francisco Galván | Espagne   | Equipo Kern Pharma            | + 4 s           |

### Classements UCI
La course attribue des points au Classement mondial UCI 2024 selon le barème suivant.
| Position           | 1er | 2e  | 3e  | 4e  | 5e | 6e | 7e | 8e | 9e | 10e | 11e | 12e | 13e | 14e | 15e | 16e à 30e | 31e à 40e |
| Classement général | 200 | 150 | 125 | 100 | 85 | 70 | 60 | 50 | 40 | 35  | 30  | 25  | 20  | 15  | 10  | 5         | 3         |